# Campeonato Argentino M19 2007
El Campeonato Argentino de Menores de 19 años de 2007 fue un torneo para los seleccionados M19 de las uniones regionales afiliadas a la Unión Argentina de Rugby. El torneo se llevó a cabo entre el 20 de octubre y el 17 de noviembre de 2007.
Tras seis temporadas del torneo disputándose en las categorías M18 y M20, la Unión Argentina de Rugby decidió disputar un solo torneo en la categoría M19 con el objetivo de alinearse con el nuevo Campeonato Mundial de Rugby Juvenil, el cual reemplazó al Campeonato Mundial de Rugby M19 y el Campeonato Mundial de Rugby M21. Debido a este cambio de formato, los seleccionados M18 de las uniones regionales se limitaron a acompañar a los seleccionados M19, disputando encuentros amistosos e incluyendo encuentros preliminares a los partidos de este campeonato.
El seleccionado de la Unión de Rugby de Buenos Aires consiguió el campeonato al derrotar 12-6 al campeón defensor, la Unión de Rugby de Tucumán, en la final disputada en las instalaciones del Tucumán Lawn Tennis Club.  El conjunto porteño, capitaneado por Juan Socino, anotó 107 puntos y recibió 21 a lo largo de toda la campaña.

## Equipos participantes
Participaron de esta edición veinticinco equipos: veintitrés uniones provinciales de Argentina y dos selecciones sudamericanas invitadas.
| División                  | Equipo              | Unión                                                     |
| ------------------------- | ------------------- | --------------------------------------------------------- |
| Zona Campeonato 8 equipos | Buenos Aires        | Unión de Rugby de Buenos Aires                            |
| Zona Campeonato 8 equipos | Córdoba             | Unión Cordobesa de Rugby                                  |
| Zona Campeonato 8 equipos | Cuyo                | Unión de Rugby de Cuyo                                    |
| Zona Campeonato 8 equipos | Mar del Plata       | Unión de Rugby de Mar del Plata                           |
| Zona Campeonato 8 equipos | Rosario             | Unión de Rugby de Rosario                                 |
| Zona Campeonato 8 equipos | Salta               | Unión de Rugby de Salta                                   |
| Zona Campeonato 8 equipos | Santa Fe            | Unión Santafesina de Rugby                                |
| Zona Campeonato 8 equipos | Tucumán             | Unión de Rugby de Tucumán                                 |
| Zona Ascenso A 8 equipos  | Alto Valle          | Unión de Rugby del Alto Valle de Río Negro y Neuquén      |
| Zona Ascenso A 8 equipos  | Chubut              | Unión de Rugby del Valle del Chubut                       |
| Zona Ascenso A 8 equipos  | Entre Ríos          | Unión Entrerriana de Rugby                                |
| Zona Ascenso A 8 equipos  | Oeste               | Unión de Rugby del Oeste de Buenos Aires                  |
| Zona Ascenso A 8 equipos  | Nordeste            | Unión de Rugby del Nordeste                               |
| Zona Ascenso A 8 equipos  | San Juan            | Unión Sanjuanina de Rugby                                 |
| Zona Ascenso A 8 equipos  | Sur                 | Unión de Rugby del Sur                                    |
| Zona Ascenso A 8 equipos  | Uruguay             | Unión de Rugby del Uruguay                                |
| Zona Ascenso B 9 equipos  | Austral             | Unión de Rugby Austral                                    |
| Zona Ascenso B 9 equipos  | Centro              | Unión de Rugby del Centro de la Provincia de Buenos Aires |
| Zona Ascenso B 9 equipos  | Formosa             | Unión de Rugby de Formosa                                 |
| Zona Ascenso B 9 equipos  | La Rioja            | Unión Riojana de Rugby                                    |
| Zona Ascenso B 9 equipos  | Lagos del Sur       | Unión de Rugby de los Lagos del Sur                       |
| Zona Ascenso B 9 equipos  | Misiones            | Unión de Rugby de Misiones                                |
| Zona Ascenso B 9 equipos  | Paraguay            | Unión de Rugby del Paraguay                               |
| Zona Ascenso B 9 equipos  | San Luis            | Unión de Rugby San Luis                                   |
| Zona Ascenso B 9 equipos  | Santiago del Estero | Unión Santiagueña de Rugby                                |

En cursiva los seleccionados internacionales invitados.

## Zona Campeonato

### Zona 1
| Pos. | Equipos  | Partidos | Partidos | Partidos | Tantos | Tantos | Tantos | Pts. |
| Pos. | Equipos  | G        | E        | P        | PF     | PC     | DP     | Pts. |
| ---- | -------- | -------- | -------- | -------- | ------ | ------ | ------ | ---- |
| 1.°  | Tucumán  | 3        | 0        | 0        | 65     | 24     | +41    | 13   |
| 2.°  | Cuyo     | 2        | 0        | 1        | 67     | 28     | +39    | 10   |
| 3.°  | Salta    | 1        | 0        | 2        | 82     | 25     | +57    | 7    |
| 4.°  | Santa Fe | 0        | 0        | 3        | 15     | 152    | -137   | 0    |

|  | Clasifica a la final            |
|  | Juega desempate por el descenso |

| 20 de octubre | Tucumán | 12 - 6  | Salta |  |  |
|               |         | Reporte |       |  |  |

| 20 de octubre | Cuyo | 46 - 5  | Santa Fe | Liceo Rugby Club, Luján de Cuyo      |                                      |
|               |      | Reporte |          | Árbitro(s): Matías Pascual (Tucumán) | Árbitro(s): Matías Pascual (Tucumán) |

| 27 de octubre | Santa Fe | 10 - 40 | Tucumán | Universitario, Santa Fe                       |                                               |
|               |          | Reporte |         | Árbitro(s): Sebastián Figueroa (Buenos Aires) | Árbitro(s): Sebastián Figueroa (Buenos Aires) |

| 27 de octubre | Cuyo | 13 - 10 | Salta | Marista RC, Mendoza                     |                                         |
|               |      | Reporte |       | Árbitro(s): Alberto Pasamonti (Córdoba) | Árbitro(s): Alberto Pasamonti (Córdoba) |

| 3 de noviembre | Salta | 66 - 0  | Santa Fe | Jockey Club, Salta                    |                                       |
|                |       | Reporte |          | Árbitro(s): Héctor Morales (Nordeste) | Árbitro(s): Héctor Morales (Nordeste) |

| 10 de noviembre | Tucumán | 13 - 8  | Cuyo | Tucumán Lawn Tennis, Tucumán         |                                      |
|                 |         | Reporte |      | Árbitro(s): Carlos Romero (Nordeste) | Árbitro(s): Carlos Romero (Nordeste) |

### Zona 2
| Pos. | Equipos       | Partidos | Partidos | Partidos | Tantos | Tantos | Tantos | Pts. |
| Pos. | Equipos       | G        | E        | P        | PF     | PC     | DP     | Pts. |
| ---- | ------------- | -------- | -------- | -------- | ------ | ------ | ------ | ---- |
| 1.°  | Buenos Aires  | 3        | 0        | 0        | 97     | 15     | +82    | 14   |
| 2.°  | Córdoba       | 2        | 0        | 1        | 89     | 34     | +55    | 10   |
| 3.°  | Rosario       | 1        | 0        | 2        | 46     | 80     | -34    | 5    |
| 4.°  | Mar del Plata | 0        | 0        | 3        | 32     | 135    | -103   | 0    |

|  | Clasifica a la final            |
|  | Juega desempate por el descenso |

| 20 de octubre | Buenos Aires | 40 - 0  | Rosario | Club Newman, Benavídez |  |
|               |              | Reporte |         |                        |  |

| 20 de octubre | Córdoba | 55 - 11 | Mar del Plata | Jockey Club, Córdoba                          |  |
|               |         |         |               | Árbitro(s): Gustavo Tomanovich (Buenos Aires) |  |

| 27 de octubre | Mar del Plata | 5 - 44  | Buenos Aires | Sporting Club, Mar del Plata        |                                     |
|               |               | Reporte |              | Árbitro(s): Daniel Araque (Austral) | Árbitro(s): Daniel Araque (Austral) |

| 27 de octubre | Córdoba | 24 - 10 | Rosario | Jockey Club, Córdoba                     |                                          |
|               |         | Reporte |         | Árbitro(s): Matías Fresia (Buenos Aires) | Árbitro(s): Matías Fresia (Buenos Aires) |

| 10 de noviembre | Mar del Plata | 16 - 36 | Rosario | Sporting Club, Mar del Plata               |                                            |
|                 |               | Reporte |         | Árbitro(s): Gastón Chiabaut (Buenos Aires) | Árbitro(s): Gastón Chiabaut (Buenos Aires) |

| 11 de noviembre                                                                                   | Buenos Aires | 13 - 10                | Córdoba | Club San Andrés, Benavídez                 |                                            |
|                                                                                                   |              | Reporte cancha Reporte |         | Árbitro(s): Diego Dlugovitzky (Entre Ríos) | Árbitro(s): Diego Dlugovitzky (Entre Ríos) |
| El encuentro se postergo al 11 de noviembre para no coincidir con la final del Torneo de la URBA. |              |                        |         |                                            |                                            |

### Descenso
| 17 de noviembre | Mar del Plata | 14 - 8  | Santa Fe | Universitario, Mar del Plata             |                                          |
|                 |               | Reporte |          | Árbitro(s): Ariel Guillén (Buenos Aires) | Árbitro(s): Ariel Guillén (Buenos Aires) |

### Final
La Unión de Rugby de Tucumán ganó el sorteo por la localía de la final, eligiendo las instalaciones del Tucumán Lawn Tennis Club como sede.
| 17 de noviembre | Tucumán | 6 - 12  | Buenos Aires | Tucumán Lawn Tennis, Tucumán         |                                      |
|                 |         | Reporte |              | Árbitro(s): Javier Mancuso (Córdoba) | Árbitro(s): Javier Mancuso (Córdoba) |

|                      |
| Buenos Aires Campeón |

## Zona Ascenso A
La Zona Ascenso A se disputó bajo el mismo formato que la Zona Campeonato, a excepción de los dos equipos que finalizaron en la última posición de cada zona: estos equipos descendieron directamente en lugar de jugar un partido de desempate.

### Zona 1
| Pos. | Equipos    | Partidos | Partidos | Partidos | Tantos | Tantos | Tantos | Pts. |
| Pos. | Equipos    | G        | E        | P        | PF     | PC     | DP     | Pts. |
| ---- | ---------- | -------- | -------- | -------- | ------ | ------ | ------ | ---- |
| 1.°  | Sur        | 2        | 1        | 0        | 97     | 46     | +51    | 12   |
| 2.°  | Alto Valle | 2        | 0        | 1        | 65     | 49     | +16    | 11   |
| 3.°  | Chubut     | 1        | 1        | 1        | 62     | 42     | +20    | 8    |
| 4.°  | Oeste      | 0        | 0        | 3        | 25     | 112    | -87    | 0    |

|  | Final                      |
|  | Desciende a Zona Ascenso B |

| 20 de octubre | Sur | 25 - 24 | Alto Valle |  |  |
|               |     | Reporte |            |  |  |

| 20 de octubre | Oeste | 8 - 33  | Chubut |  |  |
|               |       | Reporte |        |  |  |

| 27 de octubre | Alto Valle | 24 - 12 | Oeste |                                       |                                       |
|               |            | Reporte |       | Árbitro(s): Ramiro Cisneros (Austral) | Árbitro(s): Ramiro Cisneros (Austral) |

| 27 de octubre | Chubut | 17 - 17 | Sur |                                           |                                           |
|               |        | Reporte |     | Árbitro(s): Pablo Casella (Mar del Plata) | Árbitro(s): Pablo Casella (Mar del Plata) |

| 3 de noviembre | Sur | 55 - 5  | Oeste |                                         |                                         |
|                |     | Reporte |       | Árbitro(s): Juan Lalanne (Buenos Aires) | Árbitro(s): Juan Lalanne (Buenos Aires) |

| 3 de noviembre | Alto Valle | 17 - 12 | Chubut | Roca RC, General Roca                |                                      |
|                |            | Reporte |        | Árbitro(s): Sergio Marianetti (Cuyo) | Árbitro(s): Sergio Marianetti (Cuyo) |

### Zona 2
| Pos. | Equipos    | Partidos | Partidos | Partidos | Tantos | Tantos | Tantos | Pts. |
| Pos. | Equipos    | G        | E        | P        | PF     | PC     | DP     | Pts. |
| ---- | ---------- | -------- | -------- | -------- | ------ | ------ | ------ | ---- |
| 1.°  | Nordeste   | 3        | 0        | 0        | 69     | 23     | +46    | 13   |
| 2.°  | Entre Ríos | 2        | 0        | 1        | 57     | 51     | +6     | 9    |
| 3.°  | Uruguay    | 1        | 0        | 2        | 65     | 62     | +3     | 6    |
| 4.°  | San Juan   | 0        | 0        | 3        | 30     | 85     | -55    | 0    |

|  | Clasifica a la final       |
|  | Desciende a Zona Ascenso B |

| 20 de octubre | Entre Ríos | 15 - 21 | Nordeste | CA Estudiantes, Paraná                     |                                            |
|               |            | Reporte |          | Árbitro(s): Hernán Iglesias (Buenos Aires) | Árbitro(s): Hernán Iglesias (Buenos Aires) |

| 20 de octubre | San Juan | 12 - 45 | Uruguay |  |  |
|               |          | Reporte |         |  |  |

| 27 de octubre | Uruguay | 20 - 22 | Entre Ríos |                                             |                                             |
|               |         | Reporte |            | Árbitro(s): Federico Anselmi (Buenos Aires) | Árbitro(s): Federico Anselmi (Buenos Aires) |

| 27 de octubre | Nordeste | 20 - 8  | San Juan | Club de Regatas, Resistencia          |                                       |
|               |          | Reporte |          | Árbitro(s): Claudio Antonio (Tucumán) | Árbitro(s): Claudio Antonio (Tucumán) |

| 3 de noviembre | Entre Ríos | 20 - 10 | San Juan |                                                |                                                |
|                |            | Reporte |          | Árbitro(s): Maximiliano Miranda (Buenos Aires) | Árbitro(s): Maximiliano Miranda (Buenos Aires) |

| 3 de noviembre                                                                               | Nordeste | 28 - 0 (W.O.) | Uruguay | Aranduroga RC, Corrientes            |                                      |
|                                                                                              |          | Reporte       |         | Árbitro(s): Marcelo Albaca (Tucumán) | Árbitro(s): Marcelo Albaca (Tucumán) |
| Uruguay no se presentó al no contar con un "equipo competitivo" debido a múltiples lesiones. |          |               |         |                                      |                                      |

### Final
| 10 de noviembre | Sur | 8 - 7   | Nordeste | Club Argentino, Bahía Blanca              |                                           |
|                 |     | Reporte |          | Árbitro(s): Ignacio Rellán (Buenos Aires) | Árbitro(s): Ignacio Rellán (Buenos Aires) |

|                            |
| Sur Campeón Zona Ascenso A |

## Zona Ascenso B

### Zona 1
La Zona 1 estuvo divida en dos grupos de tres equipos cada uno. Cada grupo estuvo organizado de acuerdo a sus zonas geográficas (noroeste y noreste). Los ganadores de cada grupo se enfrentaron en una final para definir al ganador de la Zona 1.
Grupo A
| Pos. | Equipos         | Partidos | Partidos | Partidos | Tantos | Tantos | Tantos | Pts. |
| Pos. | Equipos         | G        | E        | P        | PF     | PC     | DP     | Pts. |
| ---- | --------------- | -------- | -------- | -------- | ------ | ------ | ------ | ---- |
| 1.°  | Sgo. del Estero | 2        | 0        | 0        | 104    | 3      | +101   | 10   |
| 2.°  | La Rioja        | 1        | 0        | 1        | 21     | 50     | -29    | 4    |
| 3.°  | San Luis        | 0        | 0        | 2        | 12     | 84     | -72    | 1    |

|  | Clasifica a final Zona 1 |

| 20 de octubre | La Rioja | 3 - 38  | Santiago del Estero |  |  |
|               |          | Reporte |                     |  |  |

| 27 de octubre | San Luis | 12 - 18 | La Rioja |                                  |                                  |
|               |          | Reporte |          | Árbitro(s): Jason Mola (Córdoba) | Árbitro(s): Jason Mola (Córdoba) |

| 3 de noviembre | Santiago del Estero | 66 - 0  | San Luis | Old Lions RC, Santiago del Estero    |                                      |
|                |                     | Reporte |          | Árbitro(s): Eduardo Padrón (Tucumán) | Árbitro(s): Eduardo Padrón (Tucumán) |

Grupo B
| Pos. | Equipos  | Partidos | Partidos | Partidos | Tantos | Tantos | Tantos | Pts. |
| Pos. | Equipos  | G        | E        | P        | PF     | PC     | DP     | Pts. |
| ---- | -------- | -------- | -------- | -------- | ------ | ------ | ------ | ---- |
| 1.°  | Paraguay | 2        | 0        | 0        | 75     | 19     | +56    | 10   |
| 2.°  | Misiones | 1        | 0        | 1        | 32     | 40     | -8     | 4    |
| 3.°  | Formosa  | 0        | 0        | 2        | 16     | 64     | -48    | 1    |

|  | Clasifica a final Zona 1 |

| 20 de octubre | Paraguay | 48 - 3  | Formosa |  |  |
|               |          | Reporte |         |  |  |

| 27 de octubre | Formosa | 13 - 16 | Misiones | Aguará RHC, Formosa                   |                                       |
|               |         | Reporte |          | Árbitro(s): Jaime Livieres (Paraguay) | Árbitro(s): Jaime Livieres (Paraguay) |

| 3 de noviembre | Misiones | 16 - 27 | Paraguay | CAPRI, Posadas                         |                                        |
|                |          | Reporte |          | Árbitro(s): Emilio Traverso (Santa Fe) | Árbitro(s): Emilio Traverso (Santa Fe) |

Final Zona 1
Paraguay ganó el sorteo por la localía de la final, originalmente programada a disputarse el 10 de noviembre. A pedido de la Confederación Sudamericana de Rugby, el encuentro fue postergado hasta el 17 de noviembre.
| 17 de noviembre                                                         | Paraguay | 15 - 15 | Santiago del Estero | San José RC, Asunción                  |                                        |
|                                                                         |          | Reporte |                     | Árbitro(s): Eugenio Romanini (Rosario) | Árbitro(s): Eugenio Romanini (Rosario) |
| Santiago del Estero ganó por haber marcado el primer try del encuentro. |          |         |                     |                                        |                                        |

### Zona 2
Esta zona fue la única del torneo donde no se disputaron encuentros de local y visitante, en cambio eligiendo a San Carlos de Bariloche como sede bajo la organización de la Unión de Rugby de los Lagos del Sur. La zona estuvo compuesta por tres equipos de la "región sur" y originalmente iba a contar con la participación de Chile.
| Pos. | Equipos       | Partidos | Partidos | Partidos | Tantos | Tantos | Tantos | Pts. |
| Pos. | Equipos       | G        | E        | P        | PF     | PC     | DP     | Pts. |
| ---- | ------------- | -------- | -------- | -------- | ------ | ------ | ------ | ---- |
| 1.°  | Austral       | 2        | 0        | 0        | 45     | 0      | +45    | 9    |
| 2.°  | Centro        | 1        | 0        | 1        | 22     | 19     | +3     | 5    |
| 3.°  | Lagos del Sur | 0        | 0        | 2        | 0      | 48     | -48    | 0    |

|  | Asciende a Zona Ascenso A |

| 31 de octubre | Austral | 26 - 0  | Lagos del Sur | Club Los Pehuenes, Bariloche |  |
|               |         | Reporte |               |                              |  |

| 2 de noviembre | Centro | 0 - 19  | Austral | Club Los Pehuenes, Bariloche |  |
|                |        | Reporte |         |                              |  |

| 4 de noviembre | Lagos del Sur | 0 - 22  | Centro | Club Los Pehuenes, Bariloche |  |
|                |               | Reporte |        |                              |  |